# Lista de episódios de Força-Tarefa
Lista de episódios da série Força-Tarefa.

## Resumo de Temporadas
| Temporada | Temporada | Episódios | Data Originais        | Data Originais         | DVD Data de Lançamento | Discos |
| Temporada | Temporada | Episódios | Início                | Término                | DVD Data de Lançamento | Discos |
| --------- | --------- | --------- | --------------------- | ---------------------- | ---------------------- | ------ |
|           | 1         | 12        | 16 de abril de 2009   | 2 de julho de 2009     | 20 de outubro de 2009  | 3      |
|           | 2         | 10        | 6 de abril de 2010    | 8 de junho de 2010     | 15 de outubro de 2010  | 2      |
|           | 3         | 8         | 3 de novembro de 2011 | 22 de dezembro de 2011 | -                      | -      |

## 1ª Temporada (2009)
O dia-a-dia de uma equipe de policiais que tem como tarefa primordial a investigação dos desvios de conduta da própria instituição é o tema central de Força-Tarefa, a série traz um time de sete policiais que utilizam a inteligência acima da força para desvendar crimes cometidos por aqueles que um dia juraram fazer cumprir as leis.
Operando em uma realidade complexa, onde muitos não temem a lei, o grupo chefiado pelo Coronel Caetano se dedica ao processamento de informações, à coleta de provas e à infiltração de agentes para a prisão dos criminosos. Nesta equipe, o Tenente Wilson é o mais inflexível quando a lei é descumprida e segue à risca seus rígidos princípios de justiça também em casa, gerando diversos conflitos com a namorada Jaqueline.
Para desempenhar o trabalho, esses agentes sabem que uma condição é essencial para garantir suas vidas: manter o anonimato, e por isso se apresentam sempre à paisana. Wilson dirige um táxi pelas ruas da cidade e, além do Coronel Caetano, tem mais cinco companheiros para ajudá-lo a solucionar os casos que chegam à corporação: Selma, Jorge, Irineu, Oberdan e Genival. Fora da polícia, seu principal informante e elo com o submundo é Samuca.

### Créditos de Abertura
| Ator               | Personagem       | Episódios |
| ------------------ | ---------------- | --------- |
| Murilo Benício     | Tenente Wilson   | 12/12     |
| Rogerio Trindade   | Padrinho Jonas   | 12/12     |
| Milton Gonçalves   | Coronel Caetano  | 12/12     |
| Hermila Guedes     | Sargento Selma   | 12/12     |
| Fabíula Nascimento | Jaqueline        | 12/12     |
| Juliano Cazarré    | Cabo Irineu      | 12/12     |
| Henrique Neves     | Cabo Oberdan     | 12/12     |
| Osvaldo Baraúna    | Sargento Genival | 12/12     |
| Rodrigo Einsfeld   | Praça Jorge      | 12/12     |
| Nando Cunha        | Samuca           | 12/12     |

### Lista de episódios
| #  | #  | Título                  | Direção Geral      | Criação e Texto                  | Data Original       | Audiência (SP) |
| -- | -- | ----------------------- | ------------------ | -------------------------------- | ------------------- | -------------- |
| 1  | 1  | Dinheiro Podre          | José Alvarenga Jr. | Marçal Aquino e Fernando Bonassi | 16 de abril de 2009 | 23pts.         |
| 2  | 2  | Lista Negra             | José Alvarenga Jr. | Marçal Aquino e Fernando Bonassi | 23 de abril de 2009 | 20pts.         |
| 3  | 3  | Carga Pesada            | José Alvarenga Jr. | Marçal Aquino e Fernando Bonassi | 30 de abril de 2009 | 21pts.         |
| 4  | 4  | Tolerância Zero         | José Alvarenga Jr. | Marçal Aquino e Fernando Bonassi | 7 de maio de 2009   | 21pts.         |
| 5  | 5  | Horário de Visita       | José Alvarenga Jr. | Marçal Aquino e Fernando Bonassi | 14 de maio de 2009  | 20pts.         |
| 6  | 6  | Pais e Filhos           | José Alvarenga Jr. | Marçal Aquino e Fernando Bonassi | 21 de maio de 2009  | 20pts.         |
| 7  | 7  | Fogo Cerrado            | José Alvarenga Jr. | Marçal Aquino e Fernando Bonassi | 28 de maio de 2009  | 19pts.         |
| 8  | 8  | Valor Sentimental       | José Alvarenga Jr. | Marçal Aquino e Fernando Bonassi | 4 de junho de 2009  | 20pts.         |
| 9  | 9  | Apartamento 124         | José Alvarenga Jr. | Marçal Aquino e Fernando Bonassi | 11 de junho de 2009 | 20pts.         |
| 10 | 10 | Apenas Um Homem Honesto | José Alvarenga Jr. | Marçal Aquino e Fernando Bonassi | 18 de junho de 2009 |                |
| 11 | 11 | Temporada de Caça       | José Alvarenga Jr. | Marçal Aquino e Fernando Bonassi | 25 de junho de 2009 | 23pts.         |
| 12 | 12 | Plantão Noturno         | José Alvarenga Jr. | Marçal Aquino e Fernando Bonassi | 2 de julho de 2009  | 22pts.         |

## 2ª Temporada (2010)
O cerco fechou para o tenente Wilson, na segunda temporada da trama policial, o tenente recebe mais cenas de ação e uma notícia que pode mudar seu destino na corregedoria da polícia: no primeiro dos dez episódios, a namorada, Jaqueline revela que está grávida e corre risco de vida. Quem acompanhou a temporada anterior, conheceu um tenente politicamente correto e que pouquíssimas vezes abriu mão do trabalho para estar com a enfermeira Jaqueline.
Dessa vez, será diferente. A namorada o manda escolher entre a família e as investigações. Wilson tem medo de ficar vulnerável e de "mostrar ter um ponto fraco". Paralelamente ao conflito familiar, Wilson estará mais ativo na corregedoria. Antes, a equipe do tenente ficava concentrada numa sala de reuniões. Agora, o grupo segue para externas.

### Créditos de Abertura
| Ator               | Personagem       | Episódios |
| ------------------ | ---------------- | --------- |
| Murilo Benício     | Tenente Wilson   | 10/10     |
| Rogerio Trindade   | Padrinho Jonas   | 10/10     |
| Milton Gonçalves   | Coronel Caetano  | 10/10     |
| Hermila Guedes     | Sargento Selma   | 10/10     |
| Fabíula Nascimento | Jaqueline        | 10/10     |
| Juliano Cazarré    | Cabo Irineu      | 10/10     |
| Henrique Neves     | Cabo Oberdan     | 10/10     |
| Osvaldo Baraúna    | Sargento Genival | 03/10     |
| Rodrigo Einsfeld   | Praça Jorge      | 10/10     |
| Nando Cunha        | Samuca           | 10/10     |

### Lista de episódios
| #  | #  | Título                    | Direção Geral      | Criação e Texto                  | Data Original       |
| -- | -- | ------------------------- | ------------------ | -------------------------------- | ------------------- |
| 13 | 1  | Dinamites Contrabandeadas | José Alvarenga Jr. | Marçal Aquino e Fernando Bonassi | 6 de abril de 2010  |
| 14 | 2  | Os Justiceiros - Parte 1  | José Alvarenga Jr. | Marçal Aquino e Fernando Bonassi | 13 de abril de 2010 |
| 15 | 3  | Os Justiceiros - Parte 2  | José Alvarenga Jr. | Marçal Aquino e Fernando Bonassi | 20 de abril de 2010 |
| 16 | 4  | Bolsa-Família             | José Alvarenga Jr. | Marçal Aquino e Fernando Bonassi | 27 de abril de 2010 |
| 17 | 5  | Roleta-Russa              | José Alvarenga Jr. | Marçal Aquino e Fernando Bonassi | 4 de maio de 2010   |
| 18 | 6  | Buraco                    | José Alvarenga Jr. | Marçal Aquino e Fernando Bonassi | 11 de maio de 2010  |
| 19 | 7  | Perda Total               | José Alvarenga Jr. | Marçal Aquino e Fernando Bonassi | 18 de maio de 2010  |
| 20 | 8  | O Preço da Fama           | José Alvarenga Jr. | Marçal Aquino e Fernando Bonassi | 25 de maio de 2010  |
| 21 | 9  | Adeus às Armas            | José Alvarenga Jr. | Marçal Aquino e Fernando Bonassi | 1 de junho de 2010  |
| 22 | 10 | Segurança S.A.            | José Alvarenga Jr. | Marçal Aquino e Fernando Bonassi | 8 de junho de 2010  |

## 3ª Temporada (2011)
Na terceira e última temporada da série, todos os colegas de Wilson da corregedoria são mortos em um atentado planejado para matar o ex-tenente, agora promovido a capitão. Abalado e sentindo-se responsável pela morte dos companheiros, Wilson tem de aprender a conviver com sua nova equipe, formada pelo tenente Demétrio (Eucir de Souza), o perito Léo (Sérgio Cavalcante) e a sargento Lidiane (Naruna Costa). O coronel Caetano (Milton Gonçalves) continua na liderança do grupo.

### Créditos de Abertura
| Ator               | Personagem       | Episódios |
| ------------------ | ---------------- | --------- |
| Murilo Benício     | Capitão Wilson   |           |
| Milton Gonçalves   | Coronel Caetano  |           |
| Fabíula Nascimento | Jaqueline        |           |
| Eucir de Souza     | Tenete Demétrio  |           |
| Naruna Costa       | Sargento Lidiane |           |
| Sérgio Cavalcante  | Perito Léo       |           |
| Rogério Trindade   | Padrinho Jonas   |           |
| Nando Cunha        | Samuca           |           |
| Gabriel Palhares   | Bruno Felipe     |           |

### Lista de episódios
| #  | # | Título                         | Direção Geral        | Criação e Texto                  | Data Original          |
| -- | - | ------------------------------ | -------------------- | -------------------------------- | ---------------------- |
| 23 | 1 | Marcas do Passado - Parte 1    | José Alvarenga Jr.   | Marçal Aquino e Fernando Bonassi | 3 de novembro de 2011  |
| 24 | 2 | Marcas do Passado - Parte 2    | José Alvarenga Jr.   | Marçal Aquino e Fernando Bonassi | 10 de novembro de 2011 |
| 25 | 3 | Dupla Investigação             | José Alvarenga Jr.   | Marçal Aquino e Fernando Bonassi | 17 de novembro de 2011 |
| 26 | 4 | Troca de Lado                  | José Alvarenga Jr.   | Marçal Aquino e Fernando Bonassi | 24 de novembro de 2011 |
| 27 | 5 | O Rio é uma Festa              | José Luiz Villamarim | Marçal Aquino e Fernando Bonassi | 1 de dezembro de 2011  |
| 28 | 6 | Identidade Trocada             | José Luiz Villamarim | Marçal Aquino e Fernando Bonassi | 8 de dezembro de 2011  |
| 29 | 7 | Honestidade Custe o que Custar | José Luiz Villamarim | Marçal Aquino e Fernando Bonassi | 15 de dezembro de 2011 |
| 30 | 8 | Operação Final                 | Rogério Gomes        | Marçal Aquino e Fernando Bonassi | 22 de dezembro de 2011 |